# Президенти-Медиси (Мараньян)

Президенти-Медиси на карте штата.

Президенти-Медиси (порт. Presidente Médici) — муниципалитет в Бразилии, входит в штат Мараньян. Составная часть мезорегиона Запад штата Мараньян. Входит в экономико-статистический микрорегион Пиндаре. Население составляет 6374 человека на 2010 год. Занимает площадь 437,687 км². Плотность населения — 14,56 чел./км².

## Статистика
- Валовой внутренний продукт на 2003 год составляет 10 522 528,00 реалов (данные: Бразильский институт географии и статистики).
- Валовой внутренний продукт на душу населения на 2003 год составляет 2051,18 реал (данные: Бразильский институт географии и статистики).
- Индекс развития человеческого потенциала на 2000 год составляет 0,575 (данные: Программа развития ООН).

## Демография
Согласно сведениям, собранным в ходе переписи 2010 г. Национальным институтом географии и статистики (IBGE), население муниципалитета составляет:
| Полное население                               | Полное население                               | Полное население                               | Полное население                               | 6374  |
| ---------------------------------------------- | ---------------------------------------------- | ---------------------------------------------- | ---------------------------------------------- | ----- |
| в том числе:                                   | Городское население                            | 3904                                           | Процент городского населения, %                | 61,25 |
|                                                | Сельское население                             | 2470                                           | Процент сельского населения, %                 | 38,75 |
|                                                | Мужское население                              | 3294                                           | Процент мужского населения, %                  | 51,68 |
|                                                | Женское население                              | 3080                                           | Процент женского населения, %                  | 48,32 |
| Плотность населения, чел/км²                   | Плотность населения, чел/км²                   | Плотность населения, чел/км²                   | Плотность населения, чел/км²                   | 14,56 |
| Население муниципалитета в % к населению штата | Население муниципалитета в % к населению штата | Население муниципалитета в % к населению штата | Население муниципалитета в % к населению штата | 0,10  |

По данным оценки 2016 года, население муниципалитета составляет 6831 житель.

## Важнейшие населенные пункты
| № | Населённый пункт  | Населённый пункт (исп.) | Категория | Население чел. (2002) | На карте                       |
| - | ----------------- | ----------------------- | --------- | --------------------- | ------------------------------ |
| 1 | Президенти-Медиси | Presidente Médici       | город     | 3900                  | 2°22′37″ ю. ш. 45°49′26″ з. д. |
| 2 | Убинзал           | Ubinzal                 | поселок   | 369                   | 2°21′26″ ю. ш. 45°43′23″ з. д. |
| 3 | Буритирама        | Buritirama              | поселок   | 164                   | 2°18′20″ ю. ш. 45°50′31″ з. д. |